# Maneggio

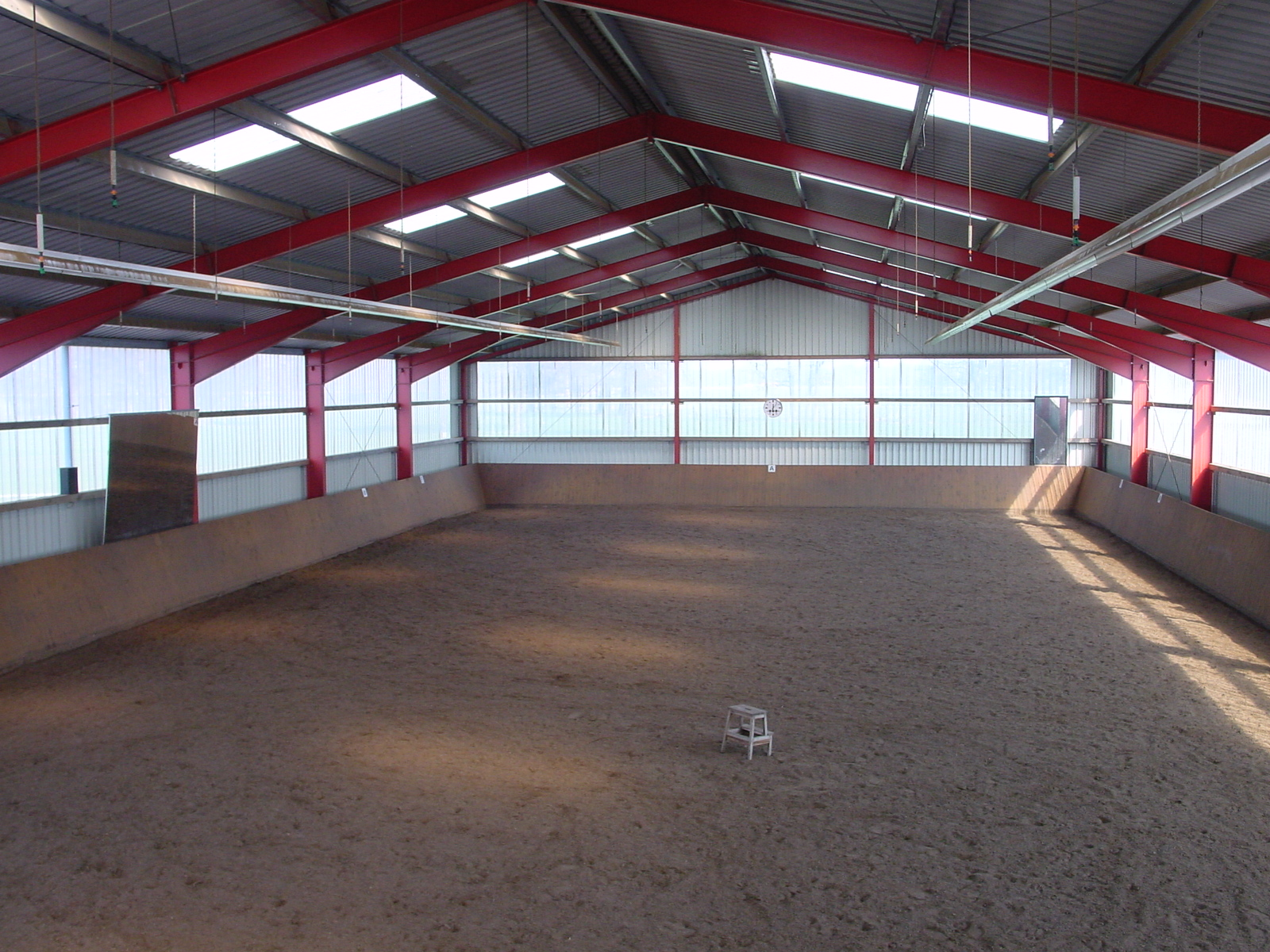
Un maneggio coperto

Il maneggio è il luogo dove si fa scuola o esercizi di equitazione, in genere consistente in un recinto (detto anche rettangolo) con terreno ricoperto di pula di riso, sabbia o altre materie soffici. Nelle prossimità dei maneggi sono in genere ubicate aree di stabulazione dei cavalli (scuderie), sellerie e altri edifici logicamente correlati alle funzioni suddette.
Il rettangolo per poter ospitare gare riconosciute dalla Federazione sport equestri deve corrispondere alle misure istituzionali.

## Storia
La parola francese di manège viene dall'italiano maneggio. In Francia, il maneggio reale fu istituito sotto Enrico III.
Sembra che i maneggi siano stati già utilizzati dagli antichi. Inizialmente erano dei luoghi circolari dove si poteva praticare l'equitazione, allenare un cavallo o eseguire degli esercizi di dressage con dei cavalli. Ma è in Italia che il maneggio riappare nel XVI secolo.

## Descrizione

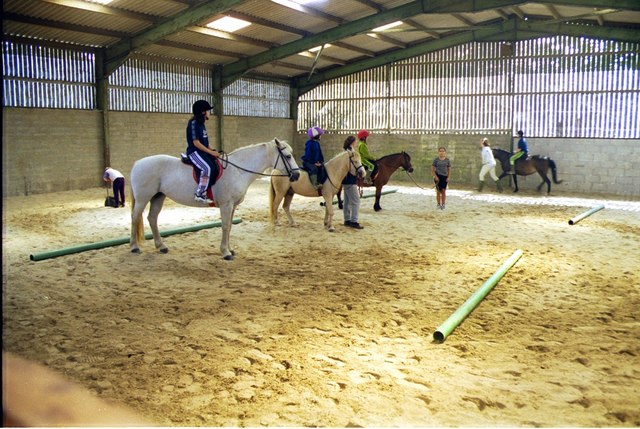
Scuola di equitazione, North Hoggs Park

Gli edifici sono quasi sempre rettangolari. Nelle situazioni migliori un maneggio è coperto e chiuso, per permettere di lavorare in ogni condizione. Possiede un sistema di illuminazione per poter lavorare di notte. Le mura alla base sono dotate di un piano inclinato, denominato cavallerizza, per evitare al cavaliere di avere le gambe schiacciate contro il muro dal cavallo. Le dimensioni sono maggiori di quelle olimpiche (60 metri per 20), per preparare le gare di dressage nelle migliori condizioni.
In pratica molti maneggi sono aperti su uno o più lati: non c'è illuminazione artificiale e sono spesso di dimensioni inferiori a quelle previste per le Olimpiadi. Il terreno di un maneggio è ricoperto di una sostanza mobile: sabbia, segatura, truciolo di legno o di sughero. Al giorno d'oggi, i terreni in sabbia sono preferiti a quelli in segatura o truciolo che sono giudicati troppo scivolosi e di manutenzione più delicata. Bisogna notare che sono talvolta denominati "maneggi scoperti" i campi da dressage di dimensioni olimpiche.

### Le figure di maneggio

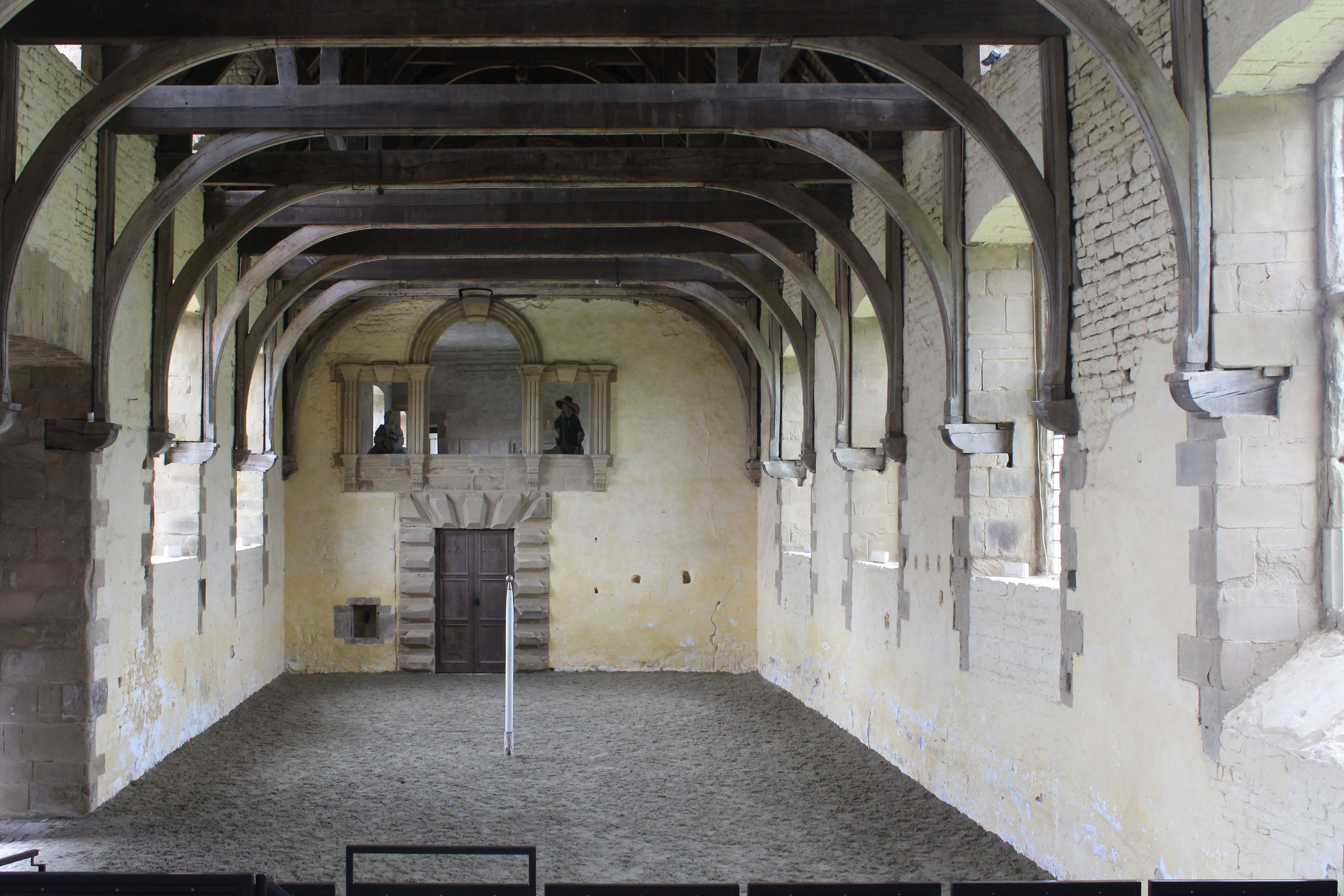
Scuola di equitazione del XVII secolo, Bolsover Castle, Inghilterra.

La pratica dell'equitazione accademica e del dressage si basa su delle figure di base semplici chiamate "figure di maneggio".
Sono più propriamente chiamati esercizi di cavallerizza e si dividono in elementari, superiori ed arie alte.

### Storici maneggi coperti italiani
In Italia esistono alcuni maneggi (o cavallerizze coperte) storici e pregevoli dal punto di vista architettonico. Si fornisce un elenco parziale e in aggiornamento:
- Torino - Cavallerizza Reale
- Pinerolo (TO) - Cavallerizza Caprilli (costruita nel 1910 e all'epoca una delle più grandi del mondo)
- Lucca - Cavallerizza del Real Collegio, opera di Lorenzo Nottolini - cavallerizza di Piazzale San Donato (già dei cavalleggeri Lucca), opera di Giuseppe Pardini - Cavallerizza della ex caserma Mazzini
- Sassuolo (MO) - Cavallerizza Ducale (costruita nel 1781)